# Ferdinand de Meeûs
Pour les articles homonymes, voir Meeus.
Ferdinand-Philippe Meeûs puis comte de Meeûs (1798-1861), est un juriste et financier belge né en 1798 à Bruxelles, où il est décédé en 1861.
Il a la réputation d’un homme audacieux, persuasif et autoritaire.[réf. nécessaire] Gouverneur et homme fort de la Société générale pour favoriser l'industrie, devenue plus tard la Société générale de Belgique, à trente-deux ans, anobli à trente-huit ans, il a onze enfants de sa cousine Anne-Marie Meeûs. Il amasse une fortune importante dont il se sert pour soutenir des œuvres philanthropiques et marquer sa foi catholique bien ancrée.

## Ses origines
Il appartient à une ancienne  famille bourgeoise de Bruxelles, qui appartenait aux milieux dirigeants des corporations et des Nations depuis la fin du XVIe siècle. Sa mère, Marie-Thérèse van der Borcht (1768-1815), issue du lignage Sweerts, appartenait à une importante et très riche famille bruxelloise descendant de Jean-Charles van der Borcht (1668-1735), Conseiller et Maître Général des Monnaies, frère du poète néolatin Petrus van der Borcht et fils de Jacques van der Borcht et de Dorothée de Witte qui veuve s'était remariée avec le sculpteur bruxellois Pierre van Dievoet (1661-1729).

## Sa carrière
De famille bourgeoise active dans le monde du négoce et de la banque dès l'Ancien Régime, et dont une partie de la fortune proviendrait également de l’acquisition de biens nationaux, produits du démantèlement soit des anciens biens de l'État sous l'Ancien Régime, comme la Forêt de Soignes où des abbayes sous l’occupation française, Ferdinand commence naturellement sa carrière dans la banque après des études de droit à l'Université d'État de Louvain qu'il termina par la publication d'une thèse latine publiée sous le titre de Dissertatio inauguralis juridica de fideicommissariis hereditatibus et ad Senatus-Consultum Trebellianum.
C'est la révolution de 1830 qui l'oblige à sortir de sa vie de banquier. Même si l'exposition de 1830 se passe bien, et que la présence du souverain du royaume uni des Pays-Bas satisfait les exposants, l'inquiétude règne. Parmi ceux-ci, son beau-père, Henri-Joseph Meeûs présente les nouvelles dentelles de l'ancienne maison Vander Borcht  et son fils Pierre-Joseph Meeûs qui présente les premiers livres de la Société encyclographique.
Alarmé par les manifestations anti-orangistes, et décidé à maintenir l'ordre à Bruxelles, il devient capitaine et trésorier de la garde bourgeoise (6e section). Mais l'arrivée des troupes du royaume des Pays-Bas l'oblige à agir. Il rachète aux soldats des mauvais fusils et la population ne comprend pas son geste. Elle passe à l'action et veut récupérer les armes. L'hôtel de la Porte de Schaerbeek est attaqué et son personnel assailli. Les armes récupérées, l'hôtel pillé... Les agresseurs découvrent les puits d'huile indispensable aux manufactures et commencent à la vendre pour les blessés de la révolution. Ferdinand Meeûs s'est échappé de justesse avec sa femme et ses enfants. Plus tard l'hôtel brûlera complètement laissant désemparée une famille sans avenir. L'usine à gaz de Bruxelles, propriété de la Société civile Meeûs, avait été vidée de ses provisions pour éviter toute explosion puis l'établissement fut suspendu dès le 26 septembre par la Commission administrative du nouveau gouvernement de la Belgique. Le Jardin botanique de Bruxelles fondé en 1826 par le baron Louis de Wellens, bourgmestre de la ville de Bruxelles, l'abbé Van Geel, Auguste Drapiez et Jean-Baptiste Meeûs (1779-1856), son oncle, avait également beaucoup souffert (vitres cassées, cadavres abandonnés de soldats de l'armée du royaume uni des Pays-Bas, plantes mortes, jardins à refaire, etc.)
Engagé également en politique, il prend alors une nouvelle part active à la révolution belge. Membre du comité de sûreté et de la commission des finances du Gouvernement provisoire, il est ensuite élu au Congrès national. En 1832, il remplace à la Chambre le député libéral Charles de Brouckère. Député unioniste de Bruxelles, il n’est plus réélu en 1845.
Il est nommé gouverneur de la Société générale de Belgique, dont sa belle-famille est l’un des actionnaires de référence, le 14 octobre 1830, par le Gouvernement provisoire en remplacement de Repelaer van Driel resté fidèle au royaume uni des Pays-Bas, et le restera jusqu’à sa mort. À la demande expresse du roi, il associe la Société Générale à la Banque Rothschild pour émettre les premiers emprunts de la Belgique indépendante et pour créer le canal de la Sambre à l'Oise afin de fournir le charbon belge nécessaire aux habitants de Paris. Sous son impulsion, la Générale devient une des premières banques mixtes du continent en participant au financement à grande échelle de l’industrie. À force de participations dans tous les secteurs clés — charbonnages, métaux, verre, transports, etc. — elle se crée ainsi, via une quarantaine d’administrateurs recrutés dans la haute bourgeoisie et quelques-uns dans la noblesse, une position dominante qui suscite des oppositions violentes au sein du monde politique. Un tiers de la production charbonnière du pays et un quart de la production industrielle en dépendaient.
Il fut également membre du conseil supérieur de l'École centrale du commerce et de l'industrie et de la « Société pour la propagation des bons livres ».
Il figure dans la liste des fondateurs de l'Université libre de Bruxelles.

## Anoblissement
Dans l’impossibilité de le nommer ministre d’État en raison de sa personnalité controversée par ses nombreux adversaires, il obtint le 10 décembre 1836, concession du titre de Comte conférant de facto l'anoblissement, transmissible à sa descendance directe et légitime de mâle en mâle.
Le roi Léopold Ier souhaitait ainsi le récompenser dignement pour l'immense travail effectué lors de la création de la Société Générale de Belgique ; société qui permit de favoriser l'industrie Nationale et de faire sortir le pays du sous développement économique où il se trouvait alors.
Il reçut la grand-croix de l'Ordre de la Branche ernestine de Saxe.

## Armoiries
Il reprend les armoiries bourgeoises que ses ancêtres Meeûs portaient déjà à Bruxelles (avec les chaudrons rappelant peut-être le métier des brasseurs et les deux chèvres le métier des Marchands de vin) et qui figurent par exemple dans l'Armorial de la Gilde drapière (Bruxelles) (BR. ms. G.123) et qui sont les mêmes que celles reconnues par Charles II d'Espagne en 1688 lors de l'anoblissement de Jean-Philippe Meeûs, officier à la compagnie du marquis de Westerloo et celles de son cousin Paul, l'année suivante, ou que celles qui figurent sur le socle d'une statue de Saint-Pierre de l'église de la Chapelle datée de 1650 offerte par le couple Bulens-Meeûs.
Il choisit une devise : "Virtute et prudentia".

## Dénouement
C’est la fin d’une longue méfiance du roi à l’égard de ce financier tout puissant, en qui il voyait un opposant politique et qu’il rêvait, un moment, de destituer. Mieux encore, lors de la crise de 1848, il échappera, à la différence des autres directeurs, à la démission forcée grâce à la protection royale.
Grand chrétien et déjà bien introduit au VaticanFerdinand fonde avec ses fils et gendres en 1855 le Crédit de la Charité, destiné à soutenir des écoles catholiques pour les enfants d’ouvriers et à établir des refuges pour vieillards et ouvriers infirmes. Cette association existe toujours mais avec le temps a changé de nom et est devenue le Crédit des œuvres. Il soutient également sa fille Anna (1823-1904) dans la fondation de son 'institut religieux pour l'Adoration perpétuelle du Saint-Sacrement' et donne aux religieuses une propriété à Watermael-Boitsfort.

## Hommage
Le square de Meeûs partagé entre Ixelles et Bruxelles. Son buste est sur la partie ixelloise de ce square.